# Murallas de San Mori
Las Murallas de San Mori son una antigua construcción del municipio de San Mori en la comarca catalana del Alto Ampurdán perteneciente a la provincia de Gerona. Está declarada bien cultural de interés nacional.

## Historia
El antiguo núcleo de Sant Mori tiene sus orígenes en la época medieval, y antiguamente, el Castillo y la iglesia de San Mauricio, junto con las diferentes casas que la rodeaban y que crearon el llamado barrio del Castillo, estaban circundados por una muralla.
Aunque no se ha encontrado documentación que puedan datar exactamente el período en que se fortificó Sant Mori, se pensó que el recinto fue protegido durante las guerras del siglo XV.

## Descripción
Se trata de los restos de la antigua muralla que rodeaba el núcleo, en el entorno del barrio del Castillo. En concreto hay dos tramos identificados. Al norte del núcleo, al inicio de la calle de la marquesa de San Mori, hay un centro conocido como Can Felip, que conserva los restos de una torre de planta rectangular, actualmente integrada en el edificio por la parte norte oeste. El paramento aún conserva algunas pequeñas aspilleras integradas y está construido con piedra sin desbastar y guijarros, dispuestos de manera más o menos regular y con sillares en la esquina. El edificio está configurado por varios cuerpos adosados, distribuidos en planta baja y dos pisos y con cubiertas de doble vertiente de teja. Destacan dos grandes arcos de medio punto situados en la planta baja, que dan lugar a una gran terraza en el primer piso, y el portal de acceso principal a la vivienda, enmarcado con sillares de piedra y dintel plano grabado con la inscripción "IHS JUAN regla a 16 IANER 1636". La construcción presenta otras ventanas enmarcadas con sillares de piedra caliza desbastados.
En el extremo sur del núcleo, cerca del ayuntamiento, hay otro tramo de la muralla, que actualmente forma parte de una vivienda que hace esquina con el inicio de la calle de la marquesa de San Mori. En este caso, el paramento está construido con piedra escuadrada dispuesta regularmente, y adaptada al desnivel del terreno.